# Otta
Otta is een plaats in de Noorse gemeente Sel in het fylke Innlandet. Otta telt 1.648 inwoners (2007) en heeft een oppervlakte van 2,02 km². In Otta zetelt het gemeentebestuur van Sel. 

## Ligging
Bij Otta mondt de gelijknamige rivier de Otta uit in de Gudbrandsdalslågen, de rivier waaraan het Gudbrandsdal zijn naam dankt. Het dorp ligt tevens aan de spoorlijn Oslo - Trondheim en de E6. De ontwikkeling van het dorp kwam pas op gang na de opening van het station in 1896. 